# Cirrhochrista metisalis
Cirrhochrista metisalis is een vlinder uit de familie van de grasmotten (Crambidae). De wetenschappelijke naam van deze soort is voor het eerst gepubliceerd in 1961 door Pierre Viette.
De soort komt voor op Madagaskar.